# Бахтін Іван Іванович (старший)
Бахтін Іван Іванович (1755 або 1756 — 26(14).04.1818) — військовик, урядовець, письменник.
Дійсний статський радник (1803). Кавалер ордена Святої Анни 1-го ступеня (1806). Почесний член Харківського університету (1809) і Філотехнічного товариства (1815). Походив із дворян. 1772 року вступив до армії сержантом, брав участь у російсько-турецькій війні 1768–1774. 1776 року пішов у відставку в чині підпоручика артилерії. Від 1782 перебував на цивільній службі в різних губерніях. 1797 — радник Експедиції державних рахунків. Виконував персональні доручення імператора Олександра І, розслідуючи фінансові зловживання поміщиків.
Від 1803 до 1814 року був губернатором Слобідської України. Сприяв утворенню Харківського університету. 1814 року обраний зовнішнім членом Харківського товариства наук (1817 став дійсним членом). У російській періодиці дебютував 1786 року поетичною добіркою на сторінках петербурзького журналу «Лекарство от скуки и забот». Оригінальні твори (у тому числі — антикріпосницької спрямованості) та переклади з французької вміщено в тобольському місячнику «Иртыш, превращающийся в Иппокрену» (1789-91). 1810 року надрукував вірші в часописі «Русский вестник». 1811 року виступив у журналі «Вестник Европы» з листом про власну п'єсу «Ревнивый», написану 1785 року й поставлену харківським театром з благодійною метою. Співробітничав у часописі «Дух журналов» (1816-17).
1816 року у Санкт-Петербурзі видав свої книги: «И я автор, или Разные мелкие стихотворения», «Ревнивый, драма в пяти действиях», «Вдохновенные идеи» (містить автобіографічні дані).